# Ridderorden in Colombia
Na de onafhankelijkheid van Spanje in 1819 heeft Colombia tal van onderscheidingen, waaronder ridderorden, ingesteld.
- De Militaire Orde van Sint-Matteüs ("Orden Militar de San Mateo") in drie graden.
- De Orde van Verdienste voor de Gezondheidszorg "Jose Fernandez Madrid", "Orden del Mérito Sanitario José Fernández Madrid", er is alleen een grootkruis.
- De Orde van Sint-Carlos ("Orden de San Carlos") met zeven graden, 16 augustus 1954
- De Orde van Militare Verdienste Antonio Nariño, ("Orden del Mérito Militar Antonio Nariño") Er zijn zes graden.
- De Orde van Verdienste "José Maria Córdova".
- De Orde van Aeronautische Verdienste, ("Orden Cruz de la Fuerza Aérea al Mérito Aeronáutico"), in zes graden.
- De Orde van Aeronautische Verdienste "Antonia Ricaurte"
- De Nationale Orde van Verdienste ("Orden Nacional al Mérito")
- De Orde van het Parlement ("Orden del Congreso")
- De Orde van Commerciële Verdienste (Colombia) ("Orden del Mérito Commercial")
- De Orde van de Oudheidkunde ("Orden de la Antioqueñidad"[1])
- De Orde van Democratische Verdienste, ("Orden del Mérito a la Democracia") ook voor instellingen.
- De Orde van de Ster van de Politie ("Orden Estrella Cívica de la Policía")
- De Orde van het Kruis van de Luchtmacht ("Cruz de la Fuerza Aérea")
- Medaille van Justitiële Verdienste ("Medalla al Mérito Judicial José Ignacio de Márquez")
- De Orde van de Regering van Tolima ("Orden Gobernación del Tolima")
- De Orde van Maritieme Verdienste "Almirante Padilla" ("Orden del Mérito Naval Almirante Padilla") De hoogste onderscheiding van de marine
- De Militaire Orde van Academische Verdienste "Francisco Jose de Caldas", verleend aan de beste afgestudeerden van de officiersopleidingen.
- De Militaire Orde van de Dertiende Juni
- De Orde van Civiele Verdienste

## Voetnoten
1. ↑  Een gewaagde vertaling, de schrijver deze sloeg er een slag naar...